# 台鐵DR1000型柴油客車 (初代)
18DR1000型柴油客車是臺灣鐵路管理局使用的柴油客車。本條目同時介紹18DR1010型柴油客車。

## 概要
18DR1000型柴油客車的前身是臺灣總督府鐵道部於1930年向日本車輛購入的4輛Kiha1型汽油車（キハ1形気動車），此型車兩端各有三扇窗戶，兩側各有十扇窗戶與三扇拉門，內部則配置長條椅，動力採用美國Waukesha Engine製的6-SRL引擎，搭載75匹馬力。此型車是為了與都會區內逐漸增加的汽車競爭而引進，此外與蒸汽機車相比也能減少列車的營運成本與增加搭乘時的舒適度:114:179。隔年，鐵道部再次向日本車輛購入8輛Kiha10型汽油車（キハ10形気動車）也就是後來的18DR1010型，兩側更改為各十二扇窗戶與兩扇拉門，內部座椅改為「非」字型排列，動力則與Kiha1型相同。
Kiha1型引進後全數配屬基隆機關庫:179，以運行基隆到桃園間為主，Kiha10型除了基隆以外還配屬彰化、高雄機關庫:183，運行台中到彰化間以及台南到高雄間為主。第二次世界大戰結束後臺鐵接收車輛並將Kiha1型改為18GA1000型（18GA1001－18GA1004）、Kiha10型改為18GA1010型（18GA1011－18GA1018）小型汽油車，其中Kiha16號於1941年因故報廢使18GA1016缺號:115。1957年臺鐵將大型、中型連同小型汽油車把代表汽油車的GA（Gasoline）改為代表柴油車的DR（Diesel Rail），其中1018號補進1016號，故18DR1010型編至18DR1017號止。雖然小型汽油客車改為柴油客車，但可能並未裝配柴油引擎而僅作無動力拖車使用:115，所以為符合實際上的運用，臺鐵於1961年再次修改車籍為18TPK1000型與18TPK1010型三等客守車，不過車輛已顯老舊而陸續報廢解體，另外有18TPK1000型改為18IC1000型訓練車使用的紀錄，但最終也難逃被解體的命運:27。

## 外部連結
- （繁體中文）台灣影像誌-老臺灣素描--映像館